# North Star (Star Trek)
North Star is de 60e aflevering van de serie Star Trek: Enterprise van 97 afleveringen in totaal. Hierin stuit de bemanning van de USS Enterprise NX-01 op een kolonie van mensen die in een Wild West-setting leven. Opmerkelijk is dat blijkt dat de planeet al geruime tijd door mensen wordt bewoond, terwijl de mensheid nog niet lang in staat is om ruimtereizen te maken.
Seizoen drie van deze serie heeft één grote verhaallijn, die het gehele seizoen voortduurt (zie seizoen drie), met meerdere plots. Deze aflevering is dus slechts één onderdeel van dit verhaal.

## Verloop van de aflevering
In een westernstadje op een planeet ver van de Aarde, wonen ongeveer 6.000 mensen. Jonathan Archer en een team zoeken uit hoe dat kan. Het blijkt dat een buitenaards ras, de Skagaranen genaamd, in de 19e eeuw mensen vanaf de Aarde naar deze planeet hebben getransporteerd als slaven. Zij wilden dat deze groep mensen arbeid voor ze zou verrichten. Na verloop van tijd waren deze mensen echter in staat de "Skags" te overmeesteren, waarna deze groep zwaar is achtergesteld.
Na de situatie een tijd aan te hebben gezien, besluit Archer dat het tijd wordt dat ze hun ware aard - en afkomst, kenbaar zouden maken. Echter blijkt dat de assistent van de sheriff tegen de veranderingen is die zullen volgen wanneer blijkt dat op Aarde het leven enorm is veranderd sinds dit tijdperk. In een poging de traditionele normen en waarden (waaronder rechteloosheid van Skagarianen en de doodstraf) te behouden, probeert hij het verkenningsteam van de Enterprise te vermoorden. Dit lukt niet en voordat de Enterprise verdergaat met haar missie om de mensheid te redden, tekenen de eerste sporen van vooruitgang zich al af; Skagarianen mogen onder andere onderwijs krijgen.

## Acteurs

### Hoofdrollen
- Scott Bakula als kapitein Jonathan Archer
- John Billingsley als dokter Phlox
- Jolene Blalock als overste T'Pol
- Dominic Keating als luitenant Malcolm Reed
- Anthony Montgomery als vaandrig Travis Mayweather
- Linda Park als vaandrig Hoshi Sato
- Connor Trinneer als overste Charles "Trip" Tucker III

### Gastrollen
- Emily Bergl als Bethany
- Glenn Morshower als Sheriff MacReady
- James Parks als Deputy (assistent van de sheriff) Bennings

### Bijrollen

#### Bijrol met vermelding in de aftiteling
- Paul Rae als barman
- Steven Klein als Draysik
- Gary Bristow als stalmeester
- Alexandria Salling als Skagaraans meisje
- Jon Baron as Skagaraans jongetje

#### Bijrol zonder vermelding in de aftiteling
- Kevin Derr als Kelly
- Tom DuPont als cowboy
- Jeffrey Eith als Nash
- Ricky Lomax als W. Woods
- Cliff McLaughlin als Franklin
- David Moore als een kind
- Dorenda Moore als S. Money
- Robert Sidney Mellette als Henry
- Paul Townsend als cowboy
- Mike Watson als Skagaraan

## Links en referenties
- North Star op Memory Alpha
- (en)   North Star in de Internet Movie Database